# Vima Kadphises
Vima Kadphises (greco: Οοημο Καδφισης, antico cinese: 阎膏珍; fl. I secolo) è stato un imperatore Kushan nel periodo compreso tra il 90 ed il 100 circa..

Moneta di Vima Kadphises

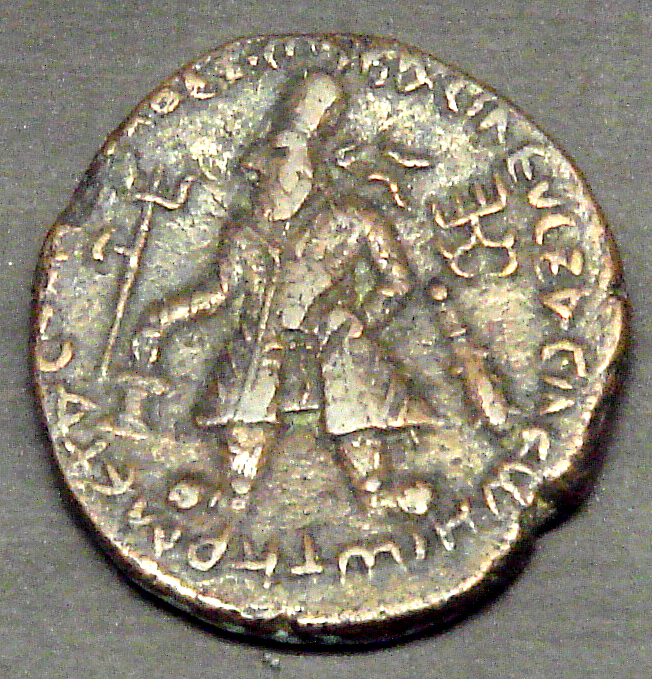
Vima Kadphises in abito lungo

Come specificato nell'inscrizione di Rabatak, era figlio di Vima Takto e padre di Kanishka.

## Storia
Vima Kadphises ampliò il territorio controllato dai Kushan conquistando Afghanistan ed India nord-occidentale, assoggettando i satrapi settentrionali.
La storia romana parla di ambasciatori inviati dai re indiani presso la corte di Traiano (98-117), offrendo doni e lettere in greco spedite da Vima Kadphises o dal figlio Kanishka.

## Monetazione
Fu il primo ad introdurre la monetazione d'oro in India, in aggiunta a quella preesistente in rame ed argento. Molto dell'oro utilizzato sembra essere stato recuperato tramite i commerci con l'impero romano. Il peso standard dell'oro di circa otto grammi era equivalente a quello delle monete romane del I secolo. I lingotti d'oro provenienti da Roma venivano fusi per essere utilizzati nelle zecche Kushan, con tre denominazioni: il doppio statere, lo statere e il quarto di statere (o dinara).
L'uso dell'oro testimonia la prosperità dell'impero Kushan al tempo di Vima, essendo il centro del commercio tra la dinastia Han della Cina (dove "Vima" era noto come 阎膏珍), l'Asia centrale ed Alessandria d'Egitto ed Antiochia in Occidente. I Kushan erano capaci di mantenere e proteggere la via della seta, permettendo a seta, spezie, tessuti e medicine di muoversi per il continente. In particolare molti beni venivano mandati per nave nell'impero romano, creando un flusso di ritorno di monete d'oro, vino greco e schiavi. Le opere d'arte viaggiavano in entrambe le direzioni, come dimostrato dall'enorme varietà e qualità degli artefatti rinvenuti nella capitale estiva Kushan di Bagram in Afghanistan. Un forte sincretismo artistico era stimolato, come indicato dall'arte greco-buddhista di Gandhara.
Molte delle monete di Vima raffigurano il simbolo buddhista del Triratna su una faccia (o forse il simbolo di Shiva del Nandi, il Nandipada), assieme alla rappresentazione di Shiva, con o senza il suo toro.

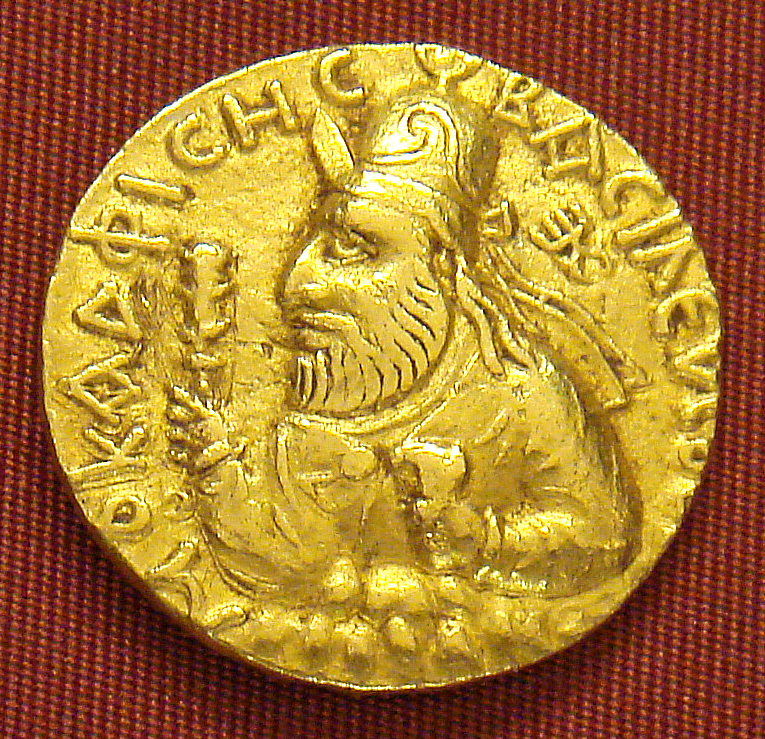
Moneta di Vima.
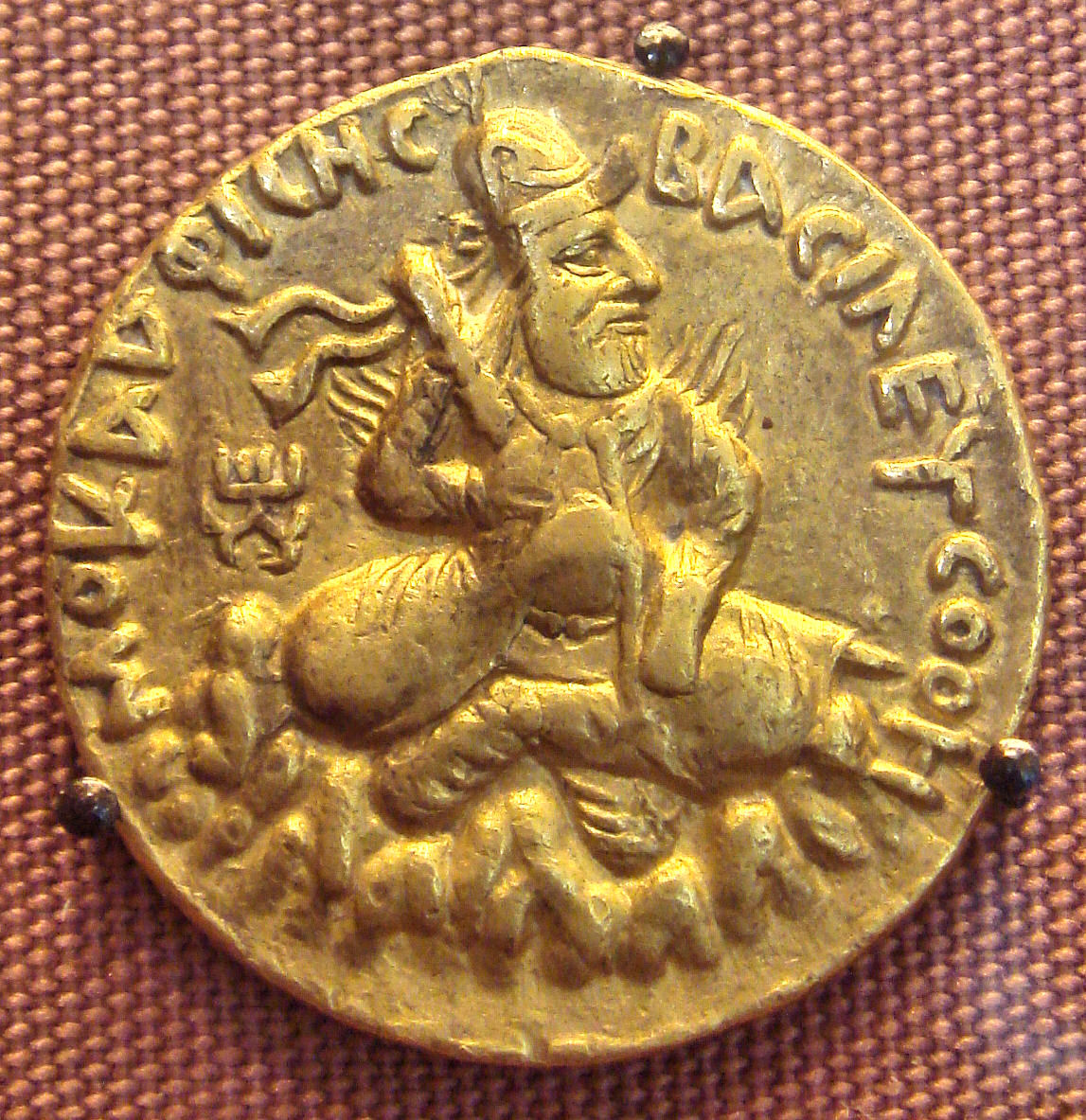
Moneta di Vima.